# Gerundivum
Gerundivum (ej att förväxla med gerundium) är en infinit verbform som fungerar som ett adjektiv. Gerundivum påträffas i exempelvis latin, där det uttrycker önskvärdhet eller nödvändighet och i regel har passiv betydelse.

## Latin
Gerundivum bildas genom att -nd läggs till presensstammen och har grundbetydelsen 'som bör göras'.
- Liber legendus - (en) bok som bör läsas.

Användning i sekundära betydelser är dock vanligare. Bland annat kan gerundivum användas som predikativt attribut:
- Libris legendis discimus - vi lär oss genom att läsa böcker.

I svenskan förekommer flera latinska gerundivumformer, men används som substantiv, till exempel doktorand (någon som bör doktoreras), konfirmand (någon som bör konfirmeras), legend (något som bör läsas) och agenda (saker som bör utföras). Även flera personnamn har sitt ursprung i latinska gerundivumformer, till exempel Amanda (älskvärd, hon som bör älskas) och Miranda (beundransvärd, hon som bör beundras).